# STS-127
|  | Denne artikel handler om en mission i rumfærge-programmet. For informationer om programmet se rumfærge-programmet. |
STS-127 (Space Transportation System-127) var rumfærgen Endeavours 23. rummission, opsendt 16. juli 2009 klokken 00.03 dansk tid. Lokal tid om aftenen d. 15 juli 6:03 pm EDT, med et opsendelsesvindue på 10 minutter. Det var det sjette opsendelsesforsøg, to af de planlagte opsendelser blev aflyst pga. tekniske problemer, de tre andre forsøg blev aflyst pga. vejret.
Missionen medbragte de sidste dele af Kibō, Exposed Facility (EF) og Experiment Logistics Module-Exposed Section (ELM-ES), til Den Internationale Rumstation (ISS) og udskiftede det japanske besætningsmedlem. Seks NiH-batterier på P6 (de yderste bagbords solcellepaneler) blev udskiftet. På mission STS-119 blev deres bolte løsnet.
For første gang var der tretten personer om på ISS samtidig: Rumstationens faste besætning har siden maj 2009 bestået af seks personer, mod før kun tre, og de syv personer der ankom med rumfærgen. Det er det hidtil største antal personer om bord på et rumfartøj.
Fem rumvandringer blev planlagt til at udføre arbejdet på rumstationen. Fire af astronauterne var på deres første rumflyvning.

## Besætning
- Mark Polansky (kaptajn)
- Douglas Hurley (pilot) – første flyvning.

- Christopher Cassidy (1. missionsspecialist) – første flyvning.
- Julie Payette (2. missionsspecialist) Canada (CSA)
- David Wolf (3. missionsspecialist)
- Thomas Marshburn (4. missionsspecialist) – første flyvning.

Opsendes:
- Timothy Kopra – ISS Ekspedition 20 – første flyvning.

Hjemflyvning:
- Koichi Wakata – ISS Ekspedition 19 Japan (JAXA)

## Missionen

### Forsinkelser
Opsendelsen blev udskudt to gange pga. utætheder i den eksterne tank der indeholder brint, samme problem opstod ved opsendelsen af STS-119. De første opsendelsesforsøg var den d 13. juni 2009 og 17. juni 2009.
Tredje opsendelsesforsøg 11. juli 2009 blev udskudt pga. lynnedslag på opsendelsesrampen .
Fjerde opsendelsesforsøg 12. juli 2009 blev udskudt pga. dårligt vejr .
Femte opsendelsesforsøg 13. juli 2009 blev også udskudt pga. dårligt vejr .
- Utæthed i brinttanken udsatte opsendelsen to gange.
- Lynnedslag på rampen forsinkede opsendelsen for tredje gang.
- Dårligt vejr i nærheden af Kennedy Space Center forhindrede fjerde og femte opsendelsesforsøg.

### Opsendelsen (første og anden dag)
Endeavour blev opsendt 15. juli 2009 klokken 18:03 lokal tid, sjette opsendelsesforsøg, fra Kennedy Space Center i Florida.
Der blev meldt om store stykker nedfalden skumplast under opsendelsen og man frygtede for skader på rumfærgen varmeskjold. På anden dagen blev varmeskjoldet undersøgt for skader, astronauterne fotograferede rumfærgens kakler med en robotarm på rumfærgens yderside og sendte billederne til analyse på Jorden. På tredje dagen når rumfærgen er tæt på rumstationen skal astronauterne på ISS fotografere færgens underside.
Rumfærgen er kendt på at lave skade på sig selv under opsendelse, den rammes af nedfalden skumplast fra tanken. Fænomenet er kendt fra tidligere missioner, det skete bl.a. på STS-27 og det var årsag til Columbia-ulykken i 2003. Efter ulykken blev det fast procedure at fotografere rumfærgerne på missionernes anden og tredje dag .
NASA har endnu ikke oplyst om skadernes omfang, men vil have forståelse af omstændighederne inden opsendelsen af den næste rumfærge.

### Sammenkobling rumfærge/rumstation (tredje dag)
På missionens tredje dag, 17. juli, ankom Endeavour til ISS og blev sammenkoblet. Før sammenkoblingen blev rumfærgen fotograferet af besætningen på rumstationen. Efter sammenkoblingen blev lugen åbnet mellem fartøjerne, Koichi Wakata var herefter en del af STS-127 besætningen der vender retur til Jorden efter 12 dage og Timothy Kopra blev en del af ISS besætningen og han vender først hjem med næste rumfærgemission STS-128 i august/september.
Pga. noget rumaffald på mulig kurs mod rumstationen, blev rumstationen flyttet til et højere kredsløb af rumfærgen.
Resten af aftenen blev brugt til forberedelser til næste dags rumvandringer. De astronauter der skal udføre rumvandringer overnatter i en luftsluse med ren ilt for at få renset blodet for kvælstof og derved undgå trykfaldssyge.

### Første rumvandring (fjerde dag)
18. juli: David Wolf og Timothy Kopra udførte missionens første rumvandring. Det japanske modul Exposed Facility (EF) blev bragt ud af rumfærgens lastrum med en robotarm af besætningen på rumstationen.
Rumvandrerne koblede Exposed Facility (EF) fast på Kibō pressurized module (PM). Det japanske system er mere automatiske end de øvrige moduler så astronauterne kunne udføre installationen i et hug nærmest som Plug and play. Normalt skal der flere rumvandringer til for at fuldføre installationen at et modul på rumstationen. Til gengæld var der flere robotarme i brug for at fuldføre installationen.
Opbevarings modulet Cargo Carrier Attachment System (UCCAS) der skulle have været tilkoblet under STS-119 missionen blev sat fast udvendig på rumstationen.
NASA meddelte at yderligere undersøgelse at rumfærgens varmeskjold ikke var nødvendig. 

### Toilet-problemer (femte dag)
19. juli: Som en del at forberedelserne til næste dags rumvandring blev Integrated Cargo Carrier – Vertical Light Deployable (ICC-VLD) bragt ud af rumfærgens lastrum med en robotarm af besætningen på rumstationen. ICC-VLD indeholdt bl.a. nye batterier og hardware der blev monteret på rumstationen i løbet af missionens anden rumvandring .
Et af rumstationens to toiletter brød sammen og besætningerne måtte også tage rumfærgens toilet i brug
.

### Anden rumvandring (sjette dag)
Den 20. juli var dagen for Apollo 11’s fyrreårsjubilæum og dette blev markeret
.
NASA meddelte at rumfærgen er klar til at genindtræde i Jordens atmosfære når Endeavour igen skal retur fordi man har vurderet at varmeskjoldet ikke har taget skade.
David Wolf og Thomas Marshburn udførte missionens anden rumvandring mens der stadig blev udført VVS-reparation på det nedbrudte toilet. På rumvandringen udførte astronauterne diverse reparationer og vedligeholdelsesopgaver.
Sidst på dagen blev toilettet igen funktionelt.
- Thomas Marshburn på missionens første rumvandring
- Timothy Kopra på missionens første rumvandring
- David Wolf på missionens anden rumvandring
- Christopher Cassidy på missionens tredje rumvandring

### Installation af ELM-ES og EF (syvende dag)
21. juli: Logistics Module-Exposed Section (ELM-ES) blev bragt ud af rumfærgens lastrum rumfærgens robotarm af besætningen af Mark Polansky og Julie Payette mens Koichi Wakata og Douglas Hurley styrede rumstationens robotarm. ELM-ES blev derefter sat på Exposed Facility (EF).
Udover forberedelser til næste dags rumvandring fik besætningen noget hviletid.

### Tredje rumvandring (ottende dag)
22. juli: David Wolf og Christopher Cassidy udførte missionens tredje rumvandring hvor de udskiftede batterier på rumstationens solpanel. De fik dog ikke udskiftet alle de planlagte batterisæt, men blev bedt om at afslutte rumvandringen før tid. Der blev målt forhøjet CO2-niveau i Cassidys rumdragt. NASA var ikke i tvivl om at der var et problem med rumdragten og kaldte dem tilbage til luftslusen. NASA har regler for hvor højt niveauet må blive i rumdragterne, så astronauterne blev bragt i sikkerhed i god tid.

### Kibōs robotarm flytter fragt fra ELM-ES til EF (niende dag)
23. juli: Udstyr blev overført fra Experiment Logistics Module-Exposed Section (ELM-ES) til Exposed Facility (EF) og for første gang blev Kibōs robotarm benyttet. Planerne for fjerde rumvandring blev ændret

### Fjerde rumvandring (tiende dag)
24. juli: Thomas Marshburn og Christopher Cassidy udførte missionens fjerde rumvandring. De udskiftede de resterende batterier på rumstationens solpanel. Rumvandringen var planlagt til at vare 7 timer og 30 minutter, men blev afsluttet ca. 20 minutter tidligere end planlagt, da Cassidy igen havde forhøjet CO2-niveau i rumdragten 

### Hviledag og problemer med CO2rensningsanlæg (elvte dag)
25. juli: Det meste af dagen var hvildag for besætningen. Rumstationens CO2 rensningsanlæg brød delvist sammen .

### Overførsel af udstyr mellem rumfærge/station (tolvte dag)
26. juli: Flytning af ELM-ES tilbage til rumfærgen

### Femte rumvandring (trettende dag)
27. juli:
Thomas Marshburn og Christopher Cassidy

### Frakobling (fjortende dag)
28. juli: blev dørene forseglet mellem rumfærge/station og frakobling

### Undersøgelse af varmeskjold (femtende dag)
29. juli: undersøgelse af varmeskjold

### Forberedelse til landing (sekstende dag)
30. juli:
Astronauten Koichi Wakata havde testet undertøj til fremtidige rumrejser af lang varighed, og var iført undertøj som han havde båret i en måned. Undertøjet skulle være hygiejnisk og bakterie afvisende  .
En andet forsøg skulle undersøge og måle tætheden i den nedre del af Jordens Atmosfære. Kort før rumfærgens genindtræden blev der sat satellitter ud med instrumenter til måling .

### Landing (syttende dag)
31. juli: Endeavour landede på Kennedy Space Center. Efterfølgende undersøgelser har vist utætheder på en af Endeavours hovedmotorer .
Hovedartikler: